# Lycaena hozanensis
Lycaena hozanensis är en fjärilsart som beskrevs av Matsumura 1927. Lycaena hozanensis ingår i släktet Lycaena och familjen juvelvingar. Inga underarter finns listade i Catalogue of Life.